# Benjamin Köhler
Benjamin Benny Köhler (Berlijn, 4 augustus 1980) is een Duits voormalig voetballer die uitkwam voor 1. FC Union Berlin in de 2. Bundesliga. De linksbenige Köhler kan flexibel worden ingezet op aanvallende posities. Hij speelde eerder bij Hertha BSC Berlin. Bij Hertha speelde hij echter slechts één officiële wedstrijd en werd daarna verhuurd aan MSV Duisburg. Vervolgens speelde hij enige tijd voor Rot-Weiss Essen in de Regionalliga om vervolgens bij 1. FC Kaiserslautern te spelen.

## Carrière
- 1986-1993: MSV Normannia 08 (jeugd)
- 1993-1997: Reinickendorfer Füchse (jeugd)
- 1997-1998: 1. FC Lübars (jeugd)
- 1998-2000: Hertha BSC Berlin (jeugd)
- 2000-2001: Hertha BSC Berlin
- 2001-2002: MSV Duisburg
- 2002-2003: Hertha BSC Berlin
- 2003-2004: Rot-Weiss Essen
- 2004-2013: Eintracht Frankfurt
- 2013-: 1. FC Kaiserslautern
- 2013-2017: 1. FC Union Berlin